# The Friendly Persuasion
The Friendly Persuasion est un roman américain de Jessamyn West publié en 1945, adapté au cinéma par William Wyler dans Friendly Persuasion en 1956. Le livre se compose de quatorze histoires centrées sur une famille d'agriculteurs quakers du XIXe siècle, les Birdwell, vivant aux États-Unis dans le sud de l'Indiana près de la ville de Vernon, « le long des rives du Muscatatuck, où autrefois les bois s'étiraient, rangées sombres sur la ligne ». Le livre est fondé dans une large mesure sur les souvenirs de la mère de la romancière, Grace Milhous West ; les personnages rappellent ainsi des ancêtres de Jessamyn West.
Le titre « persuasion amicale » a deux sens. Il renvoie à une forme de persuasion permettant de résoudre un conflit au moyen du raisonnement, sans recours à la violence. Les quakers s'appelant eux-mêmes « Society of Friends » (« Société des Amis »), la persuasion amicale est aussi celle que pratiquent les membres de cette communauté.
The Friendly Persuasion constitue avec le livre suivant de J. West, « une contribution majeure à la littérature sur les quakers », selon Alfred S. Shivers, auteur d'un ouvrage consacré à la romancière. Le livre est un « poème d'amour pour l'Indiana », selon J. West, qui a grandi dans cet État, mais a vécu en Californie à l'âge adulte.

## Contexte de la rédaction
Jessamyn West a recueilli le matériau qui lui a servi à composer son livre pendant une période de convalescence après une longue lutte contre la tuberculose au début des années 1930. Alors qu'elle se croyait proche de la mort, West s'est rétablie contre toute attente ; sa mère, Grace Milhous West a partagé avec elle pendant cette convalescence des souvenirs de sa propre enfance de fille quaker dans le sud de l'Indiana, et en particulier de ses grands-parents Joshua et Elizabeth Milhous, qui sont devenus les modèles des Birdwell. L'inactivité forcée de J. West l'a conduite à écrire ce premier roman. En 1969, West publie une suite, Except for Me and Thee.

## Le recueil

### Les quatorze récits
The Friendly Persuasion a pour thème commun reliant les quatorze chapitres (dont seulement deux, « Un échange probable » et « Fin du premier jour » sont par ailleurs liés) les effets de la religion quaker sur les membres d'une famille et sur leurs interactions avec leurs voisins. Cependant l'objectif déclaré de la romancière est de présenter une évocation de la « vraie vie » et de la « réalité » d'une famille de l'Indiana, non d'éclairer sur une religion ; elle affirme que les Birdwell sont des personnages dont il se trouve qu'ils sont des quakers, plutôt que des personnifications de traits quakers. Les descriptions des lieux occupent une grande place dans le récit.
Trois histoires (« Shivaree Before Breakfast », « Lead Her Like a Pigeon » et « Homer and the Lilies ») sont fondées sur des souvenirs de la mère de West (Grace) de sa propre enfance. Les histoires de famille au sujet de son arrière-grand-père sont la source de trois autres (« Musique sur le Muscatatuck », « Un échange probable » et « Fin du premier jour »). Bien que n'étant pas lié à sa propre famille ou aux quakers, le récit « The Pacing Goose » est fondé sur un incident réel relaté dans un recueil des premières affaires judiciaires de l'Indiana.

### The Battle of Finney's Ford

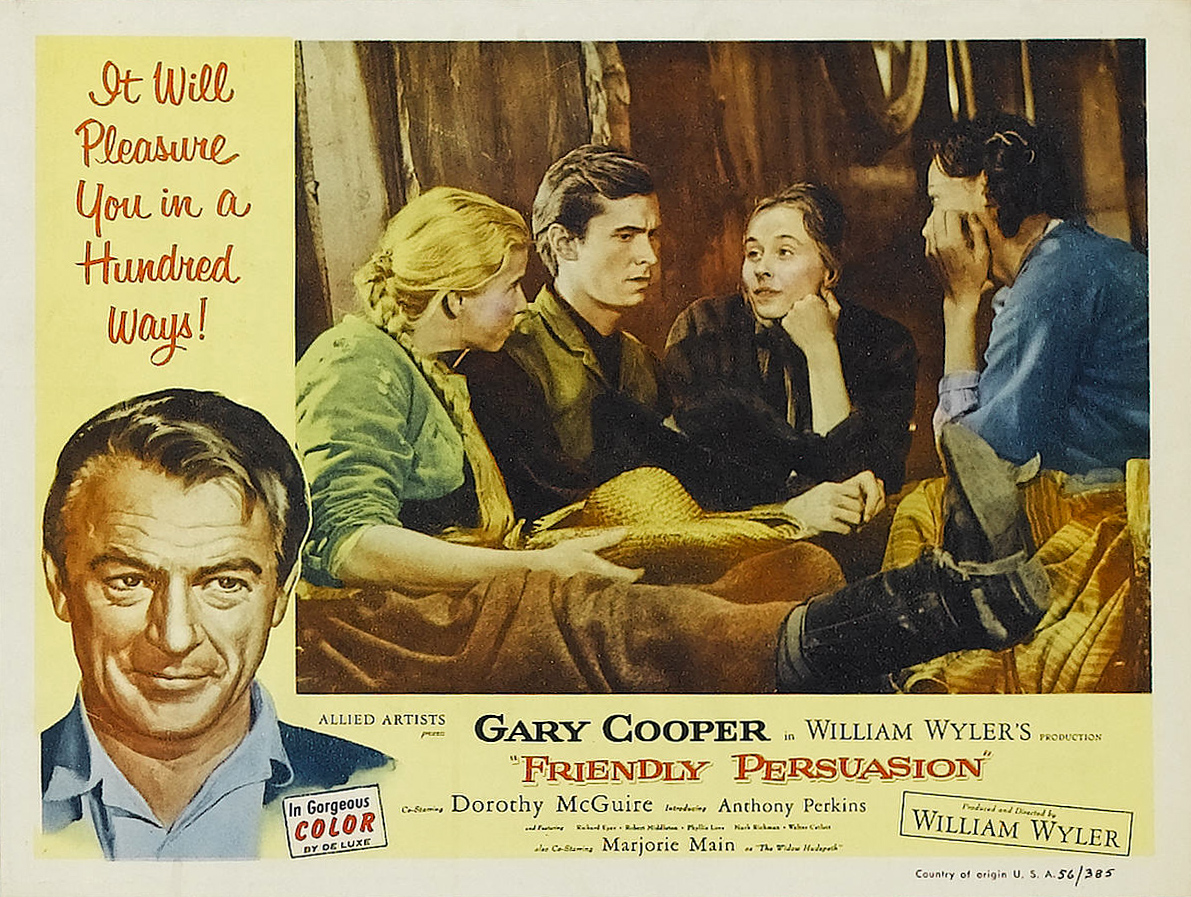
Friendly persuasion (1956) de William Wyler.

Parmi les 14 nouvelles, la plus connue est « The Battle of Finney's Ford » qui a donné lieu à l'adaptation cinématographie bien connue de William Wyler en 1956. L'action se déroule pendant la Guerre de Sécession (1861-1865). La religion quaker est « opposée à la fois à la guerre et à l'esclavage » ; la nouvelle met en scène les dilemmes vécus par les membres de la famille Birdwell, quakers pacifistes et antiesclavagistes,.
En juillet 1863, le confédéré John Morgan effectue un raid dans le sud de l'Indiana où ses troupes se livrent au pillage et à des destructions. Les jeunes hommes se demandent s'ils seront appelés à s'enrôler pour résister à Morgan par la force. Alors que les rumeurs situent Morgan près de Vernon, Josh Birdwell, âgé de 18 ans, dit à sa famille qu'il a décidé de se battre pour son pays et, si nécessaire, de tuer. La famille essaie de l'en dissuader ; face à la détermination de Josh elle l'aide cependant à se préparer, sa mère Eliza lui prépare des provisions, sa sœur aînée Mattie lui donne son exemplaire du Nouveau Testament et sa plus jeune Labe lui amène leur meilleur cheval sur l'insistance de leur père Jess pour que Josh soit bien monté.

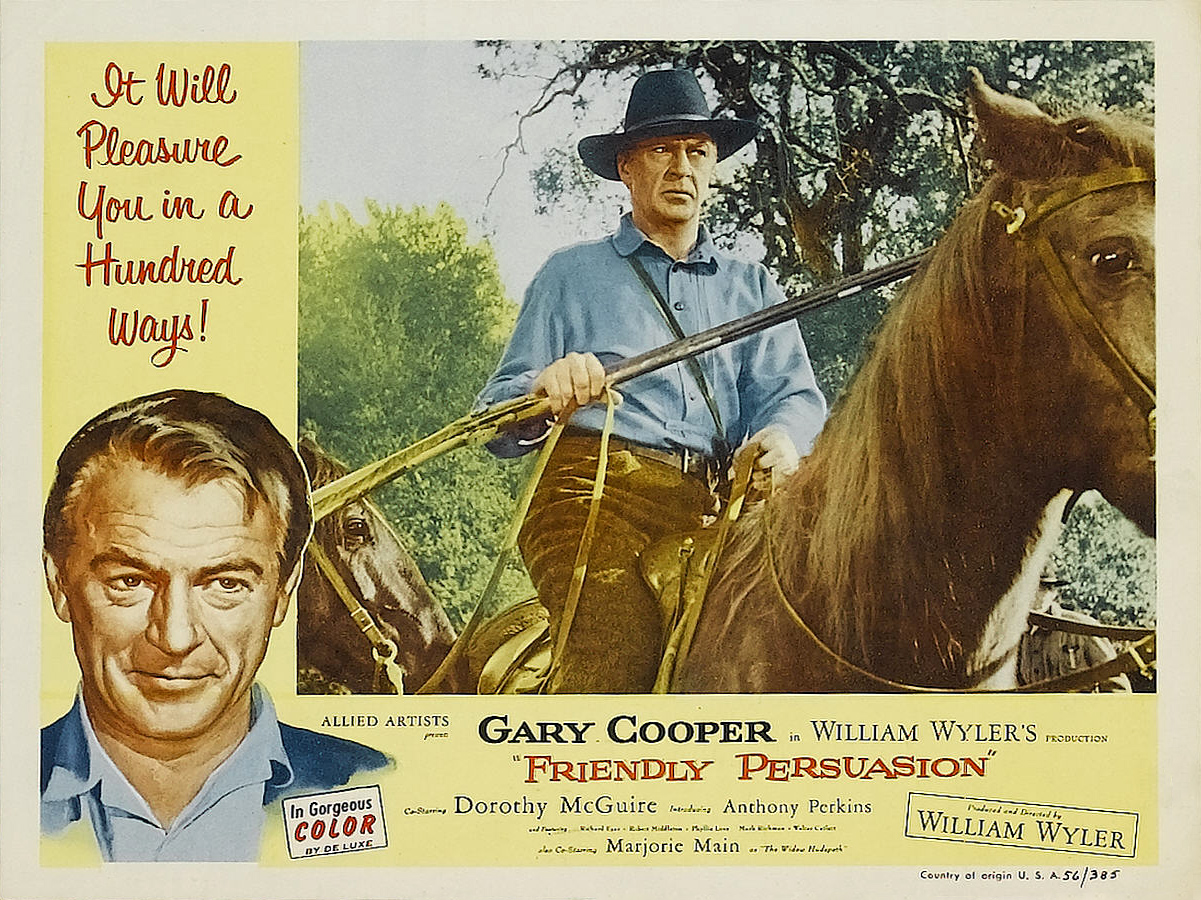

Josh rejoint le Home Guard stationné sur un pont au sud de la ville, où après une attente prolongée, un scout rebelle solitaire demande leur reddition, ce que les hommes refusent d'un air de défi. Aucune attaque ne suit cette sommation. Les hommes sont dispersés le long de la rivière pour garder les gués contournant le pont. Tard dans la nuit, une confrontation dans l'obscurité jette la confusion dans le camp ; lorsque Josh tente de trouver son cheval, il est frappé à la tête et assommé. À son réveil des heures plus tard, il découvre qu'il est descendu du bord d'une falaise invisible ; ce qu'il avait pris pour une « attaque » était seulement l'action des fermiers locaux qui essayaient de rassembler leur bétail à travers le gué. Sans blessure grave, Josh retourne chez lui dans sa famille reconnaissante, fier d'avoir relevé le défi mais rendant grâce à Dieu d'être devenu plus sage en matière de guerre et de bravade sans avoir eu à se battre.

## Publication et réception
Les histoires composant le livre ont d'abord paru de manière séparée entre 1940 et 1945 dans Prairie Schooner, Collier's, Harper's Bazaar, The Atlantic Monthly, le Ladies 'Home Journal, New Mexico Quarterly Review et Harper's Magazine. J. West les relie ensuite pour former un roman, dans un ordre plus ou moins chronologique couvrant une quarantaine d'années de l'histoire de la famille Birdwell dans la seconde moitié du XIXe siècle.
Le livre est devenu un best-seller et a été traduit dès 1945 en néerlandais, français, allemand, espagnol et italien.
Le roman a été bien accueilli par la critique, mais non par les journaux quakers, qui ont jugé que la représentation des quakers manquait de noblesse, dans la restitution notamment de leur langage quotidien. De même, des membres de la famille de J. West ont critiqué la vulgarité de la langue (des expressions comme « bouse de canard » étant jugées contraires à la dignité de la mémoire familiale). La cousine de la romancière, Olive Marshburn, a ainsi souhaité que le roman soit « linguistiquement désodorisé, frotté et vêtu d'une tenue convenable à une tradition familiale distinguée ». Jessamyn West s'est contentée de donner aux personnages des noms « fictifs », celui de Birdwell masquant celui de Milhous.

## Adaptations filmiques

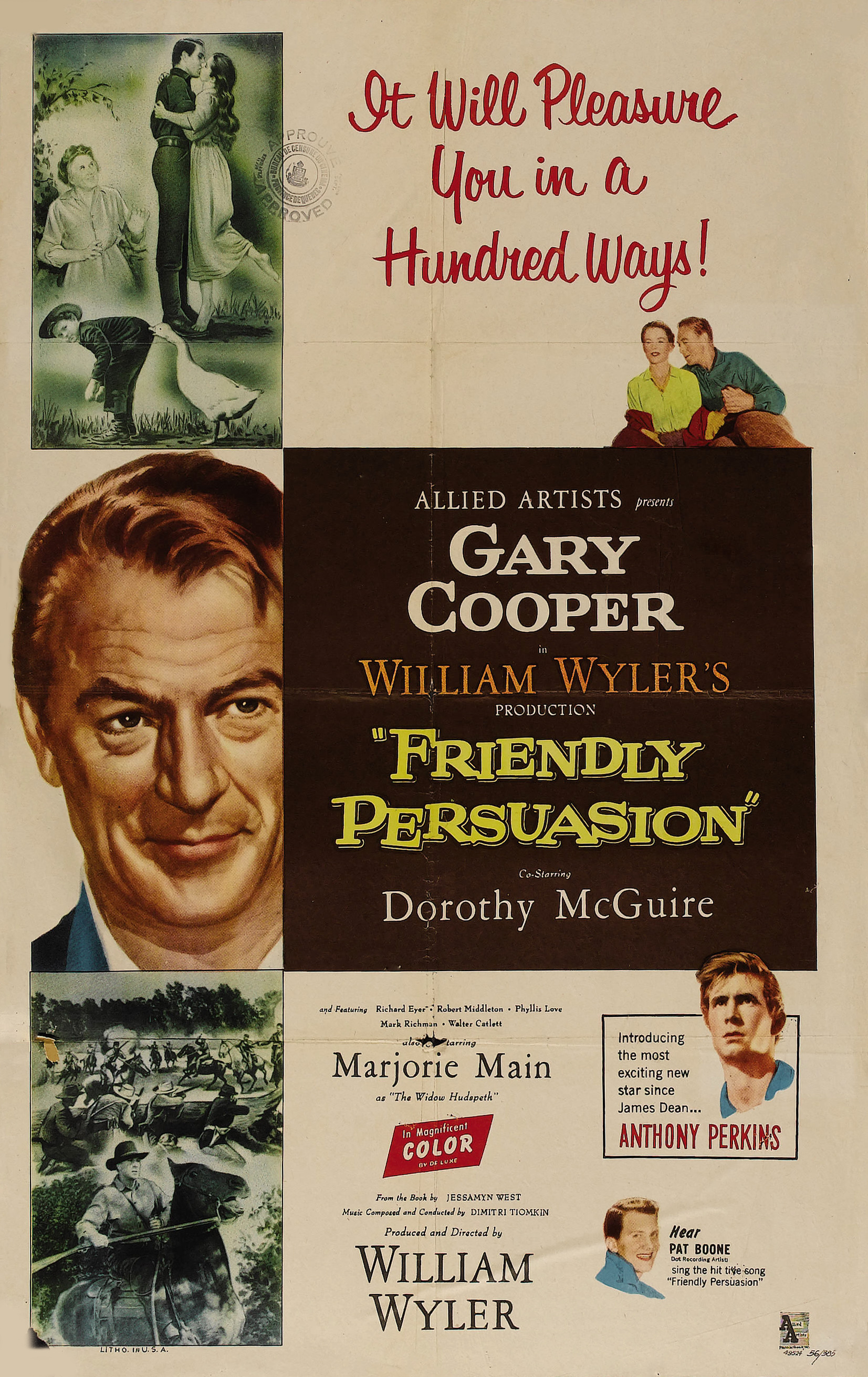
Poster - Friendly Persuasion 01

- Friendly persuasion (1956), film de William Wyler, avec Gary Cooper, Dorothy McGuire, Anthony Perkins.

« Friendly Persuasion » est aussi le titre de la chanson du compositeur Dimitri Tiomkin et du parolier Paul Francis Webster dans ce même film. Elle a été reprise par Pat Boone en 1956par Johnny Mathis en 1963 dans son album Romantically, par Bing Crosby dans son album Bing Crosby's Treasury - The Songs I Love (1968) et par Aretha Franklin dans son album Soft and Beautiful (1969).
- Friendly Persuasion (1975), film de télévision réalisé par Joseph Sargent